# Episodi di Gravity
La prima ed unica stagione della serie televisiva Gravity è stata trasmessa negli Stati Uniti dal 23 aprile al 25 giugno 2010 su Starz.
| nº | Titolo originale        | Titolo italiano | Prima TV USA   | Prima TV Italia |
| -- | ----------------------- | --------------- | -------------- | --------------- |
| 1  | Suicide Dummies         |                 | 23 aprile 2010 |                 |
| 2  | Namaste MF              |                 | 30 aprile 2010 |                 |
| 3  | Cold Swim Away          |                 | 7 maggio 2010  |                 |
| 4  | Old People Creep Me Out |                 | 14 maggio 2010 |                 |
| 5  | Love at First Suicide   |                 | 21 maggio 2010 |                 |
| 6  | Dogg Day Afternoon      |                 | 28 maggio 2010 |                 |
| 7  | Let It Mellow           |                 | 4 giugno 2010  |                 |
| 8  | Damn Skippy             |                 | 11 giugno 2010 |                 |
| 9  | Calemnity               |                 | 18 giugno 2010 |                 |
| 10 | Are We All Just Dead?   |                 | 25 giugno 2010 |                 |